# Davor Magoč
Davor Magoč (Vukovár, 1986. május 14. –) szerb-horvát kettős állampolgárságú labdarúgó.
Korábban három évig a dunacsébi CŠK Pivara játékosa volt egészen 2008-ig. 2008 nyarán sikeres próbajátékon vett részt a Budapest Honvédnál, s 2008. augusztus 6-án írt alá 3 évre.
Védőként és középpályásként is egyaránt bevethető. A magyar élvonalban 2008. szeptember 13-án debütált az FC Fehérvár ellen. Összesen 9 mérkőzésen lépett pályára, melyeken 4 sárga lapot kapott, gólt nem szerzett. Csapatával megnyerte a Magyar Kupát.
Értéke Kispestre igazolásakor a transfermarkt.de szerint 50.000 euró volt. Egy év után szerződést bontott vele klubja.